# 仇首王
仇首王（きゅうしゅおう、生年未詳 - 234年）は百済の第6代の王（在位：214年 - 234年）であり、先代の肖古王の長子。『三国史記』百済本紀・仇首王紀の分注や『三国遺事』王暦では貴須王の別名も記される。214年10月に先王の死去により王位についた。諱・諡は伝わっていない。
子に沙伴王、比流王がいるが、第7代沙伴王は234年に即位、第11代比流王は304年に即位したとされている。兄弟が70年間の差を開けて即位したとは考えにくい。

## 治世
蓋婁王・肖古王に引き続き、新羅・靺鞨との交戦が続いた。新羅へは218年7月に攻め入って獐山城（慶尚北道慶山市）を包囲したが、新羅王（奈解尼師今）の反撃を受け、敗退した。222年10月には牛頭城（江原特別自治道春川市）に侵入して略奪し、迎え撃つ伊伐飡（新羅の1等官）の忠萱を熊谷（江原特別自治道春川市東南の甘渓）で大破した。224年7月には一吉飡（7等官）の連珍が侵入してき、烽山（慶尚北道栄州市）で迎え撃ったが敗北を喫した。
靺鞨に対しては、216年8月に赤峴城まで侵入されて包囲されたが、城主は防戦に努めて靺鞨兵が引き上げたところを追撃し、沙道城の付近で大いに戦果をあげた。その後も220年10月に北部辺境に侵入されたのを撃退したが、229年11月に牛谷城周辺に侵入されたときには、精兵300を派遣したが、靺鞨軍の伏兵に挟撃され大敗した。
在位21年にして234年に死去した。埋葬地は伝わっていない。

## 考証
『三国史記』 では、肖古王は近肖古に、仇首王は近仇首に重って二重になっている、と指摘されている。すなわち、『三国史記』の肖古王は即位年は近肖古と同じ丙午で、在位は166年から214年、仇首王の在位は214年から234年である。近肖古・近仇首は、『古事記』の照古王、『日本書紀』及び『日本書紀』注百済系史書の肖古、貴須に紀年の上で一致する。166年から234年は、『後漢書』『魏志』の時代であるが、それらの漢籍ではその時代に百済は影も形もない。この近肖古、近仇首は後世のでっちあげで、肖古、仇首をそれぞれ近肖古、近仇首とし、その前に肖古、仇首を置く事で二倍に水増しているのであり、紀元前37年にはじまる『三国史記』の百済王譜のうち、後世の加上の人物となる。